# SZD-52 Krokus
SZD-52 Krokus – polski, jednomiejscowy, szybowiec wysokowyczynowy, zaprojektowany w Przedsiębiorstwie Doświadczalno-Produkcyjnym Szybownictwa PZL Bielsko (PDPSz PZL-Bielsko) w Bielsku-Białej.

## Historia
W 1979 r. powstał zespół pod kierownictwem inż. Adama Kurbiela, który zajął się opracowaniem nowego szybowca. Założono, że będzie to konstrukcja stanowiąca rozwinięcie szybowca Jantar Standard 2. Wykorzystano kadłub i usterzenie Jantara 2B (z jednoczęściową owiewką z Jantara Standart 3), do którego dodano nowe skrzydło o rozpiętości 15 m i o profilu FX-67-K170 przechodzący w partii lotkowej w FX67-K150. W skrzydle znajdowały się zbiorniki balastowe. 
Prototyp, oznaczony jako SZD-52-0, został oblatany 28.02.1981 r. w Bielsku przez Jerzego Śmielkiewicza. Zbudowano dwa egzemplarze oznaczone numerami fabrycznymi X-136 (o znakach rejestracyjnych SP-3214) i X-137 (o znakach rejestracyjnych SP-3215). Na tych szybowcach (zgłoszonych do zawodów jako Jantar Std. M) Stanisław Witek i Franciszek Kępka wystartowali w 17 Szybowcowych Mistrzostwach Świata w Padeborn, gdzie zajęli 8 i 10 miejsce w klasie standard.
Kolejną wersją rozwojową był SZD-52-1 Jantar 15 S charakteryzujący się skróconym o 18 cm kadłubem, wzmocnionym podwoziem, usterzeniem z szybowca SZD-42-2 i zmienionym systemem otwierania limuzyny w przód i do góry wraz z tablicą przyrządów (co znacznie ułatwiło zajmowanie miejsca przez pilota). Skrzydła w tej wersji były bez klap, hamulce aerodynamiczne umieszczono wyłącznie na górnej powierzchni. Zbudowano jeden egzemplarz oznaczony numerem fabrycznym X-135 i znakami rejestracyjnymi SP-3238. Oblot wykonano w dn. 4.11.1981 r. w Bielsku. 
Kolejną opracowaną wersją był SZD-52-2 Krokus C (określany również jako Jantar HFC), w którym z tkaniny węglowej opracowano kadłub, dźwigary skrzydeł oraz klapy i lotki. W stosunku do poprzedniej wersji udało się konstruktorom zmniejszyć jego masę o 30 kg. Pierwszy egzemplarz został oblatany w dn. 9.02.1983 r. w  Bielsku. Zbudowano dwa egzemplarze oznaczone numerami fabrycznymi X-141 (o znakach rejestracyjnych SP-3242) i X-142 (o znakach rejestracyjnych SP-3245). Egzemplarz X-141 jest obecnie zarejestrowany w USA jako N4067U.
SZD-52-3 Krokus S (Jantar HS) był szybowcem klasy standard i od poprzedników różnił się kadłubem wykonanym z kompozytu szklano-epoksydowego i usterzeniem w układzie T. Wykorzystano projekt skrzydła z wersji SZD-52-1 ale wykonano je z kompozytu szklano-epoksydowego. Zbudowano dwa egzemplarze o numerach fabrycznych X-138 (o znakach rejestracyjnych SP-3240 i X-139 (o znakach rejestracyjnych SP-3244). Pierwszy egzemplarz został oblatany w dn. 11.04.1983 r. przez Jerzego Śmielkiewicza.
Ostatnią opracowaną wersją był SZD-52-4 Krokus (Jantar HF) w całości wykonany z kompozytu szklano-epoksydowego, poza klapami które wykonano z tkaniny węglowej. Został zbudowany tylko jeden egzemplarz o numerze fabrycznym X-140 i o znakach rejestracyjnych SP-3241.
Szybowiec SZD-52 Krokus nie był produkowany fabrycznie.

## Konstrukcja
Jednomiejscowy szybowiec wyczynowy w układzie grzbietopłata.
Skrzydło skorupowe, jednodźwigarowe o obrysie trapezowym ze zbiornikami balastowymi  o pojemności 2x62 (2x65 w SZD-52-3) dm3. Lotka konstrukcji przekładkowej, 20% głębokości, niedzielona. Hamulce aerodynamiczne metalowe jednopłytowe, umieszczone wyłącznie na górnej powierzchni skrzydeł. Napęd lotek i hamulców popychaczowy.
Kadłub całkowicie laminatowy usztywniony w tylnej części półwręgami. W części centralnej kadłuba wlaminowana stalowa kratownica stanowiąca węzeł mocujący podwozie główne i łączący skrzydła z kadłubem. Kabina zakryta. Zaczep do lotów na holu na przedniej goleni podwozia. Istnieje możliwość zabudowy aparatury tlenowej i radiostacji w bagażniku tylnym. Antena wlaminowana w statecznik pionowy.
Usterzenie, w zależności od wersji, klasyczne lub w układzie T. Ster kierunku konstrukcji przekładkowej.
Podwozie jednotorowe, główne chowane w locie, kółko tylne stałe osłonięte owiewką.